# Calzada de Amador
A Calzada de Amador é uma via que liga a parte continental da Cidade do Panamá com quatro ilhas do Oceano Pacífico, que formam um pequeno arquipélago. As ilhas que compõem o arquipélago são Naos, Perico, Culebra e Flamenco. A via, constituída de um causeway, começa em uma área perto da entrada sul do Canal do Panamá, em áreas da região de Ancón.

## Descrição
Uma estrada de quatro pistas corre ao longo da via para cada ilha, acompanhadas por uma ciclovia e calçadas para pedestres, totalizando 5,95 km de extensão. A Calzada de Amador também serve como um quebra-mar para a entrada do Canal.
As ilhas ligadas pela via são as seguintes:
- Naos - onde fica um laboratório de pesquisa dirigido pelo Smithsonian Tropical Research Institute (STRI).[2]
- Culebra -  lar do Centro de Exposições Marinhas de Punta Culebra.[3]
- Perico
- Flamenco

## História
A estrada foi construída em 1913, pelo governo dos Estados Unidos, com pedras escavadas da Corte de Culebra, durante a construção do Canal do Panamá. O local era originalmente parte de um complexo militar americano conhecido como Fuerte Amador, estabelecido para proteger a entrado da hidrovia, sendo parte da Zona do Canal.
Durante a Segunda Guerra Mundial, foram construídas fortificações e depósitos nas ilhas para proteger o canal, escondidos na densa mata tropical que cobria as ilhas. Desde então, elas foram desmantelados, mas baluartes e posições de armas vazias ainda existem. As instalações de lançamento são atualmente utilizadas por barcos de praticagem que auxiliam grandes navios a cruzar o Canal do Panamá.
Anos depois, quando os tratados Torrijos-Carter foram assinados em 1978, essas terras foram gradualmente devolvidas ao Panamá e o ditador panamenho Manuel Noriega estabeleceu uma base militar na ilha de Flamenco, muito próxima da base dos EUA, que ainda estava em operação na época. Após a queda da ditadura militar com a invasão estadounidense em 1989 e o retorno do Canal ao Panamá ao controle panamenho em 1999, a Calzada de Amador foi abandonada.
No século XXI, no entanto, houve um redescobrimento da área, os bunkers de guerra foram transformados em restaurantes, lojas e até instituições educacionais. A Calzada de Amador atraiu tantos visitantes e tantos carros que parte da estrada desmoronou. Quando foram feitas as obras de ampliação do Canal do Panamá, a via e as bordas ilhas foram reformadas para acomodar quatro pistas, estacionamento, marinas, mirantes e áreas de lazer. Longe de seus perímetros, as ilhas montanhosas ainda contêm selvas isoladas, embora estas estejam ameaçadas pelo desenvolvimento contínuo.

## Atrações
Atualmente, é um dos lugares mais populares da cidade, possuindo várias instalações de lazer, como restaurantes, bares, discotecas e um centro de convenções, além de uma calçada amplamente utilizada para caminhadas, corridas e ciclismo. Goza de excelentes vistas panorâmicas para a entrada do Canal do Panamá e da Ponte das Américas, bem como para a cidade e a baía do Panamá. Nas Ilhas Naos e Culebra, várias instalações do Instituto de Pesquisa Tropical Smithsonian (STRI) estão localizadas, incluindo o Centro de Exposições Marinhas de Punta Culebra, patrocinado por essa instituição. Perto de sua entrada está o Museu da Biodiversidade (Biomuseo), projetado pelo arquiteto canadense Frank Gehry.

## Galeria

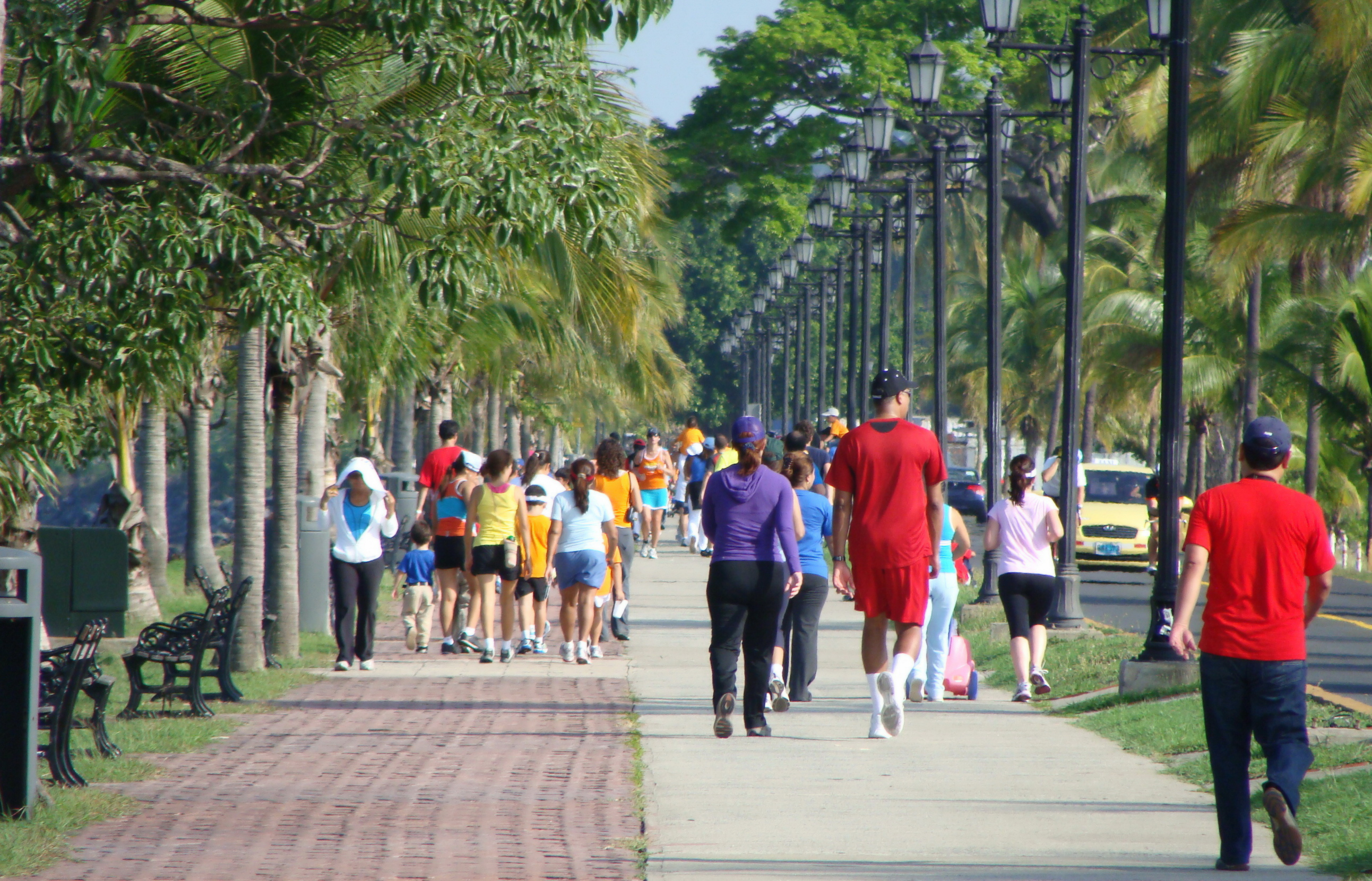
Calçada e ciclovia
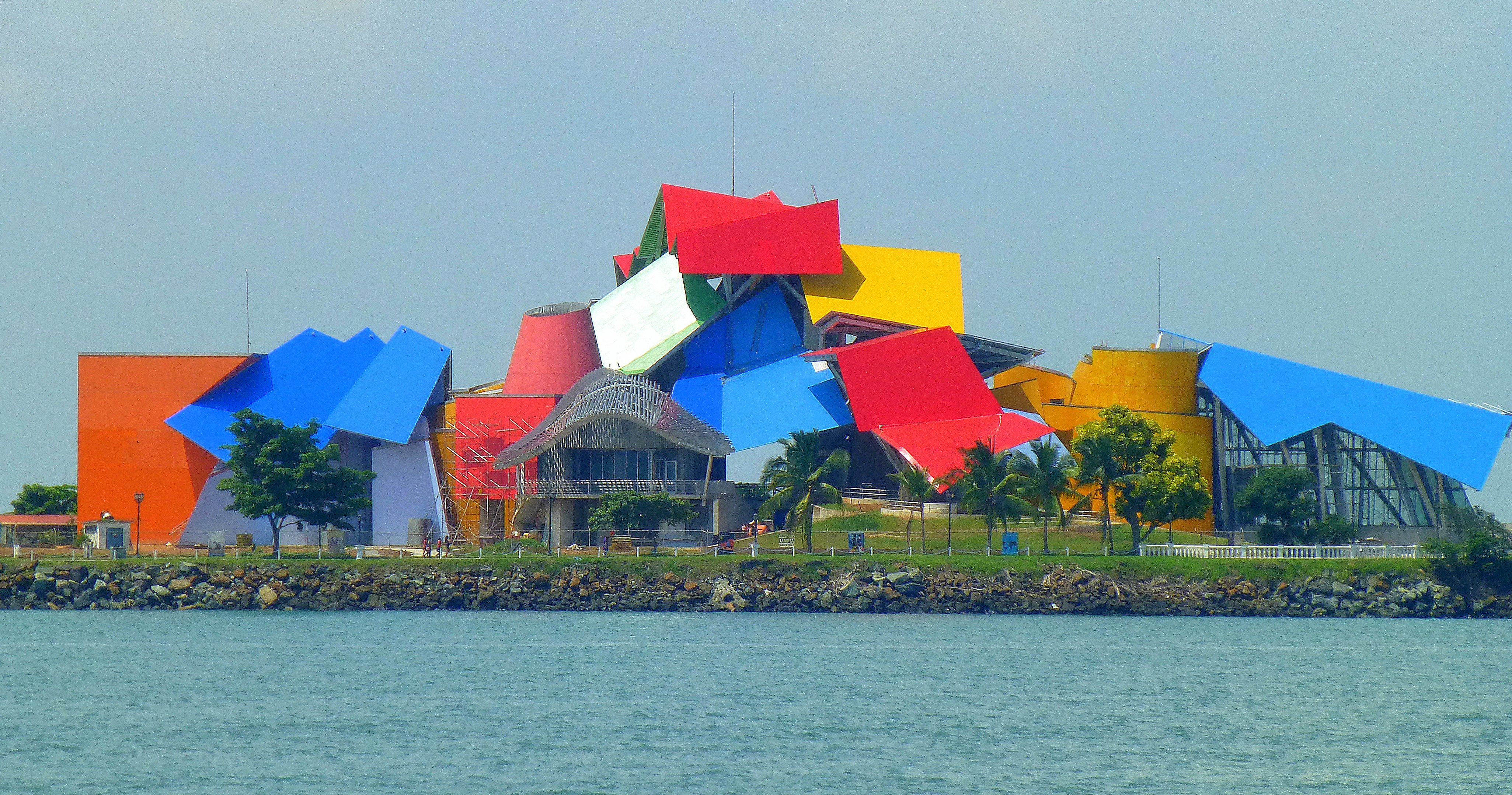
Biomuseo
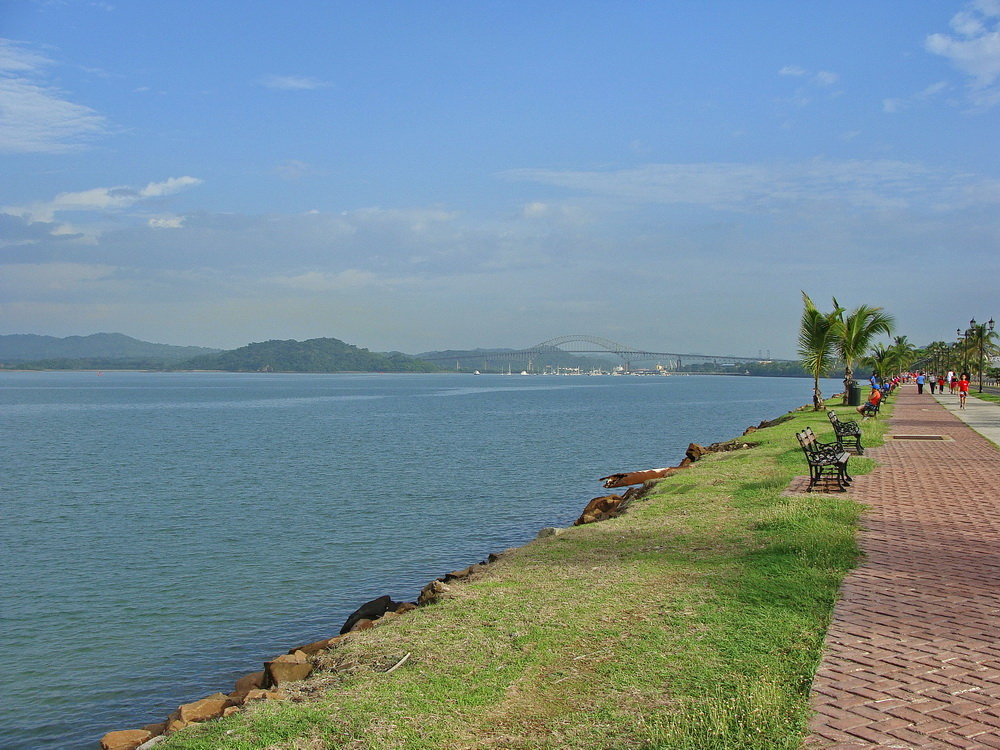
Ponte das Américas vista da Calzada de Amador
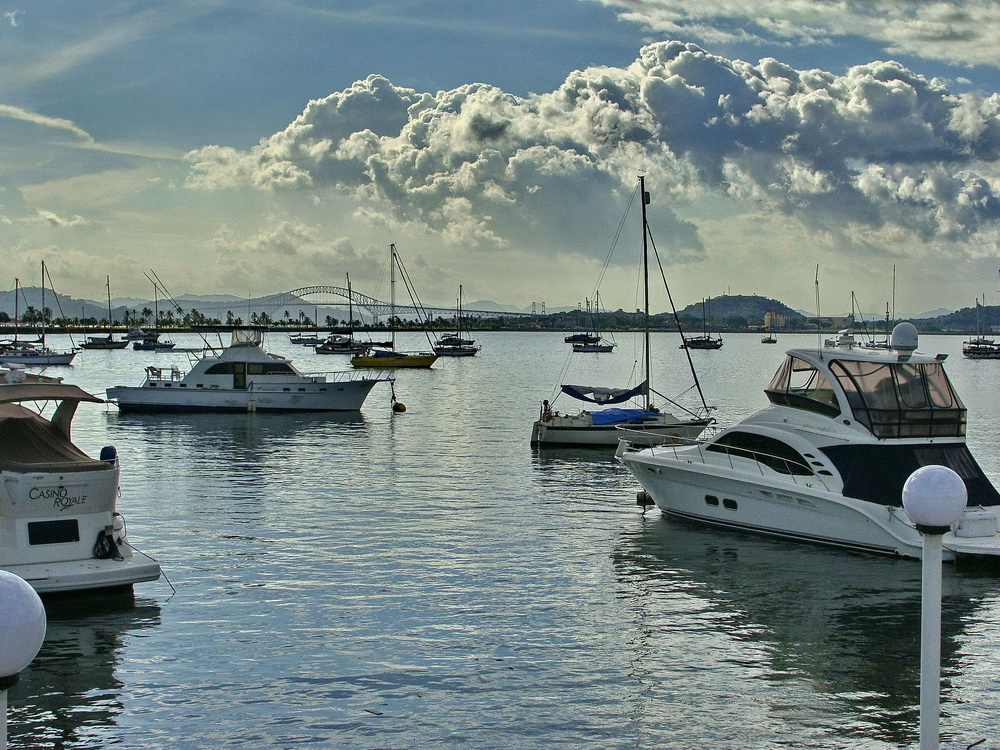
Barcos vistos da Calzada de Amador
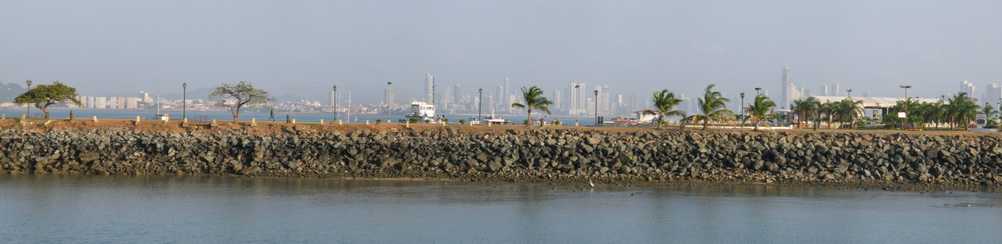
O causeway visto de lado
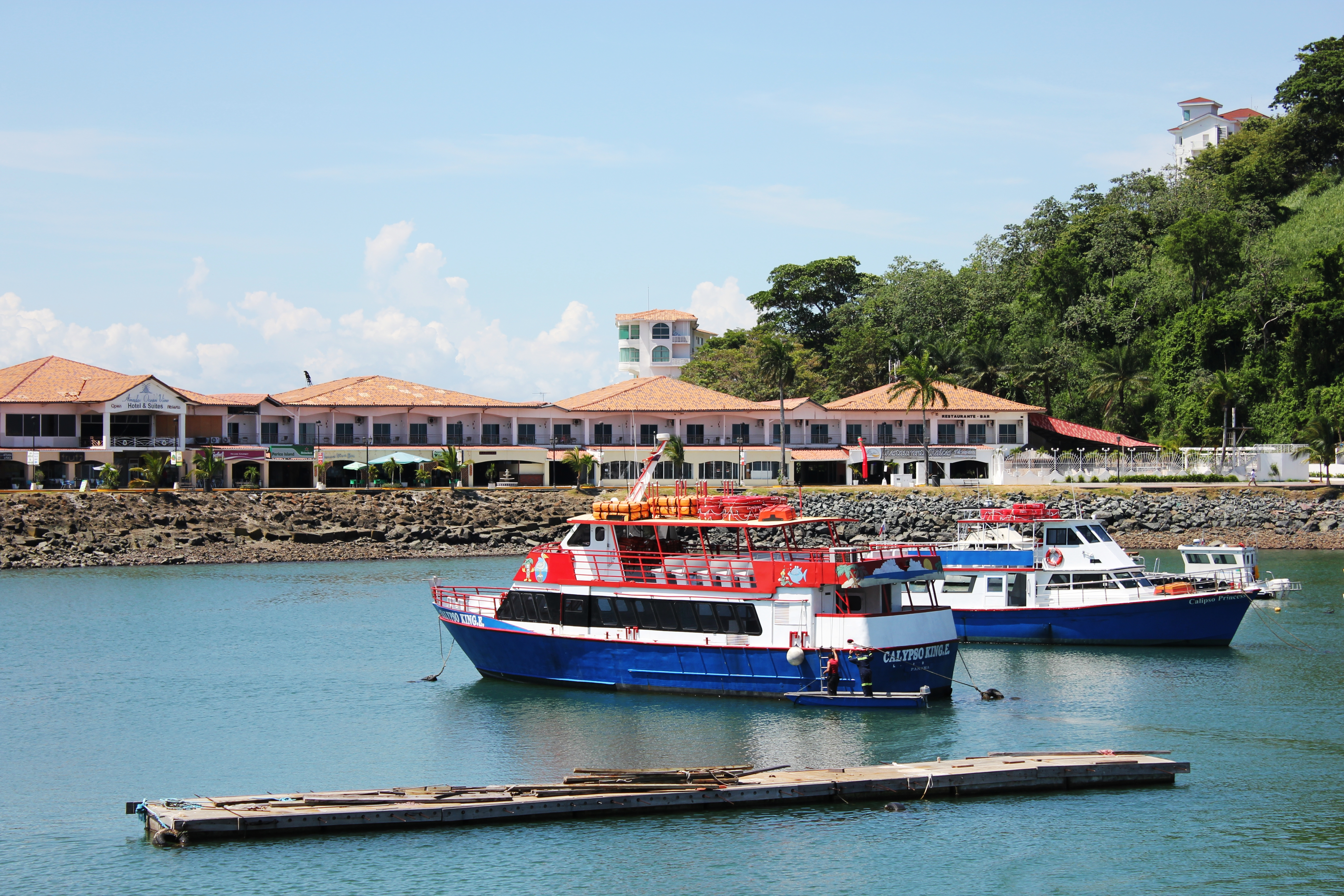
Ilha Perico
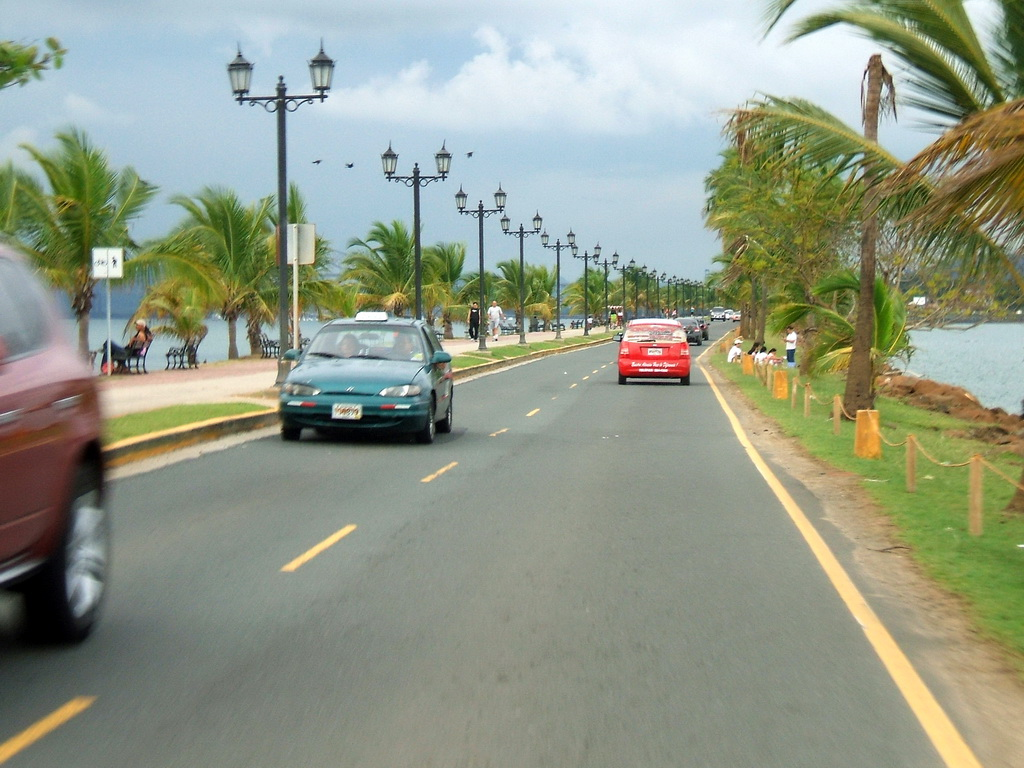
Pistas da via